# Габиевский
Габиевский — посёлок в Сысертском районе Свердловской области России. Входит в Сысертский муниципальный округ.

## География
Посёлок Габиевский расположен в глухой лесистой местности, в верхнем течении реки Габиевки, на левом берегу. Посёлок находится к юго-юго-востоку от Екатеринбурга, в 6 километрах на восток от города Сысерти (по дорогам в 7 километрах). В черте посёлка находится коллективный сад «Меркурий».
Западнее посёлка Габиевского проходит автодорога Екатеринбург — Челябинск.
Нынешняя граница посёлка была установлена 25 октября 2007 года.

## Население
| 2002 | 2010 | 2021 |
| ---- | ---- | ---- |
| 19   | ↘11  | ↗66  |